# Nemacheilidae
Famille
Les Nemacheilidae ou « loches de pierre » sont une famille de poissons cypriniformes. Cette famille était par le passé et parfois encore, considérée comme une sous-famille des Balitoridae. Cette famille se rencontre principalement en Eurasie, mais le genre Afronemacheilus se rencontre en Afrique. La famille comprend environ 630 espèces.

## Liste des genres
Selon M. Kottelat, (2012):
- Aborichthys Chaudhuri, 1913
- Acanthocobitis Peters, 1861

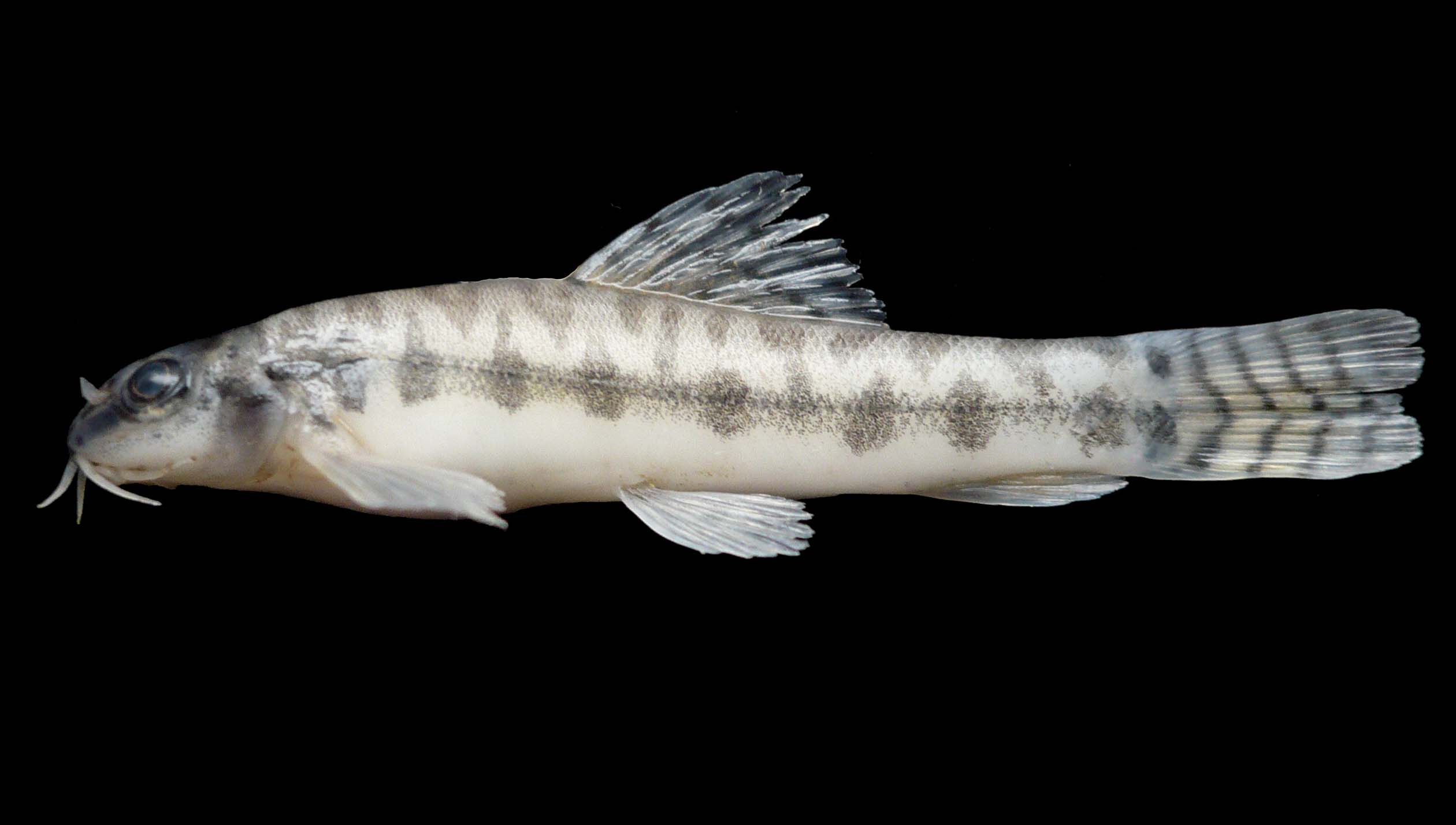
Acanthocobitis zonalternans

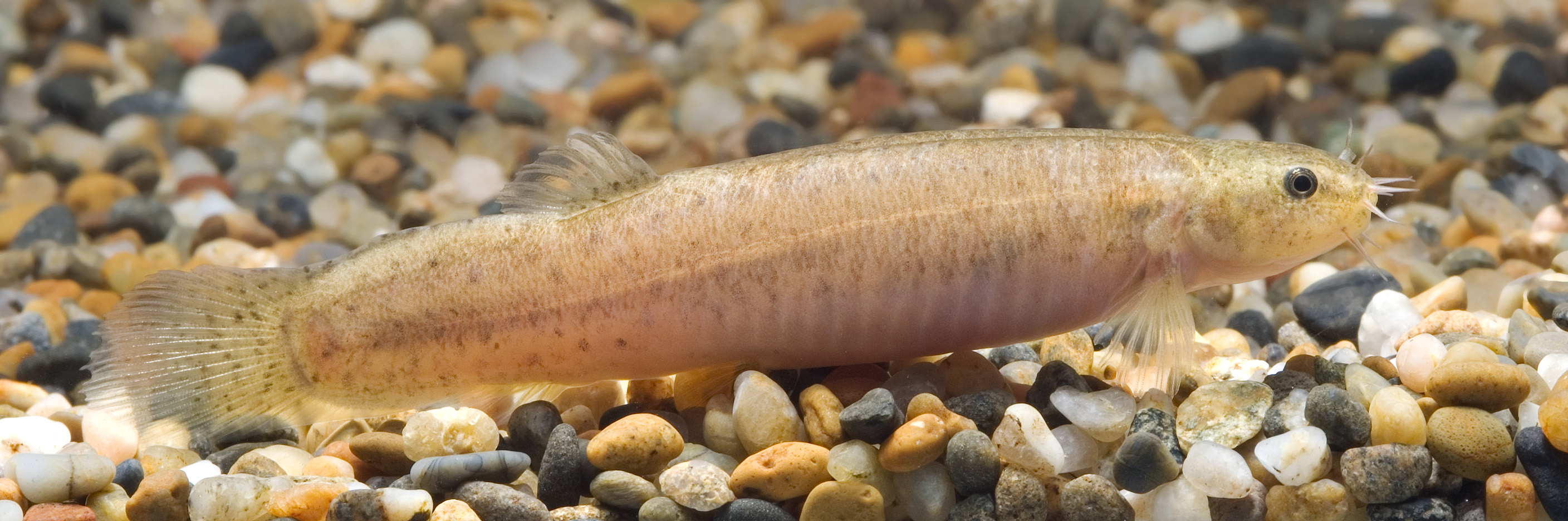
Lefua echigonia

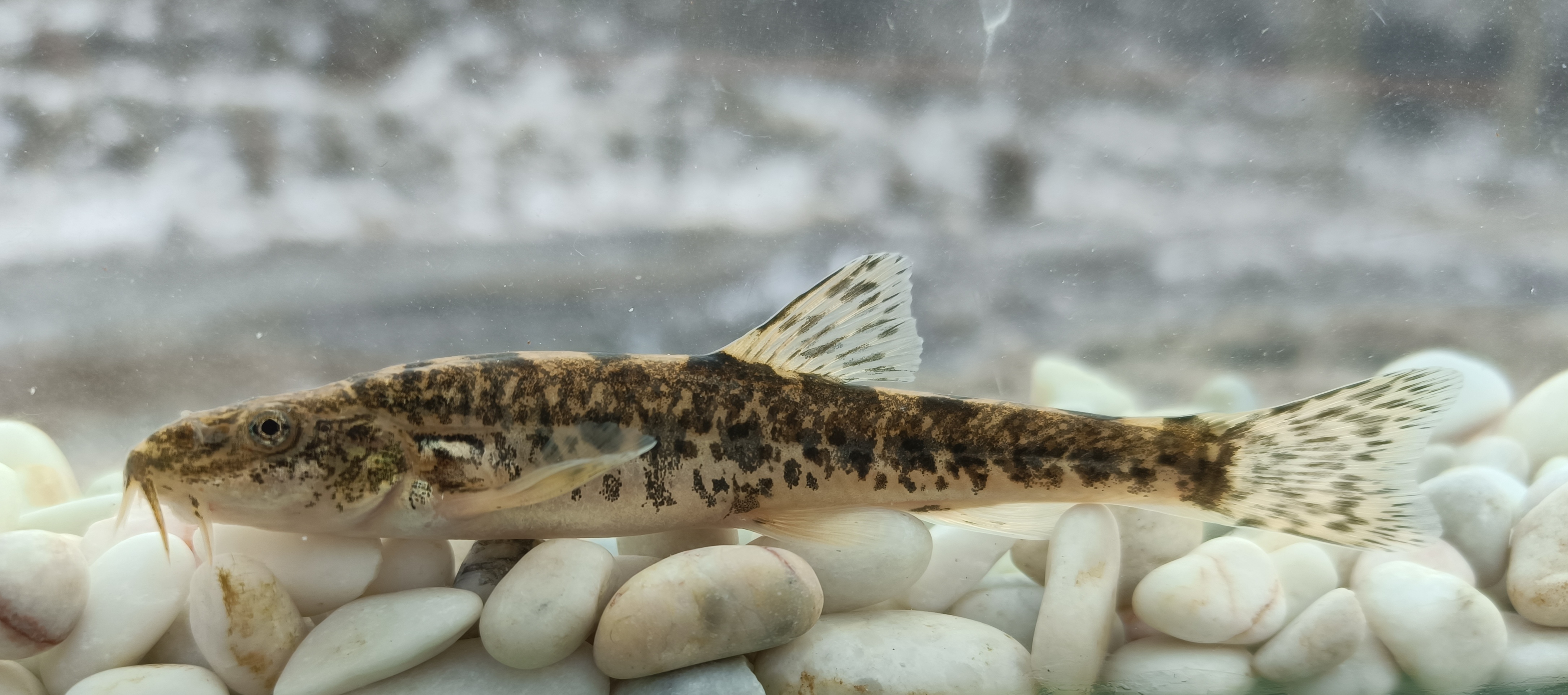
Triplophysa ferganaensis

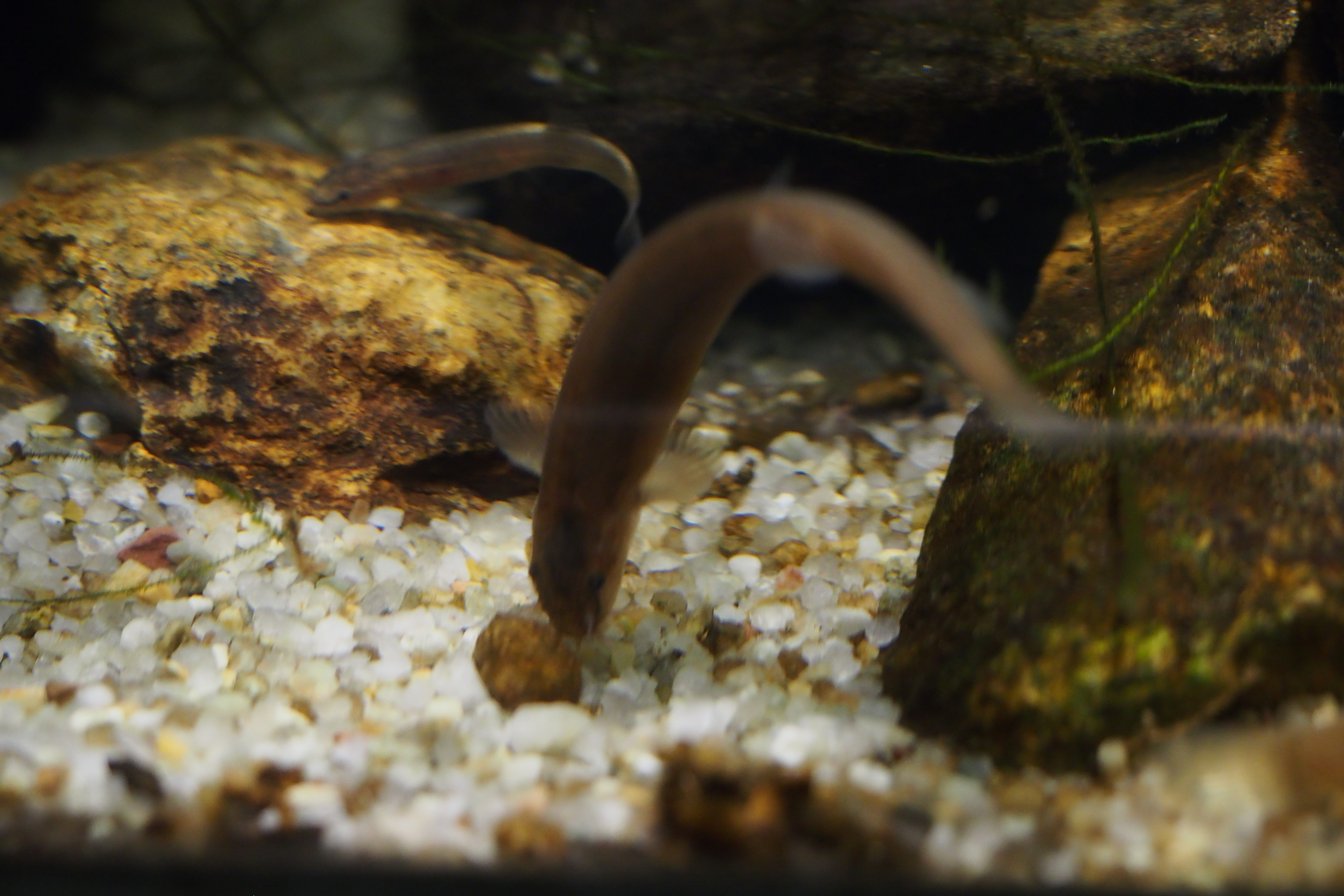
Lefua sp.

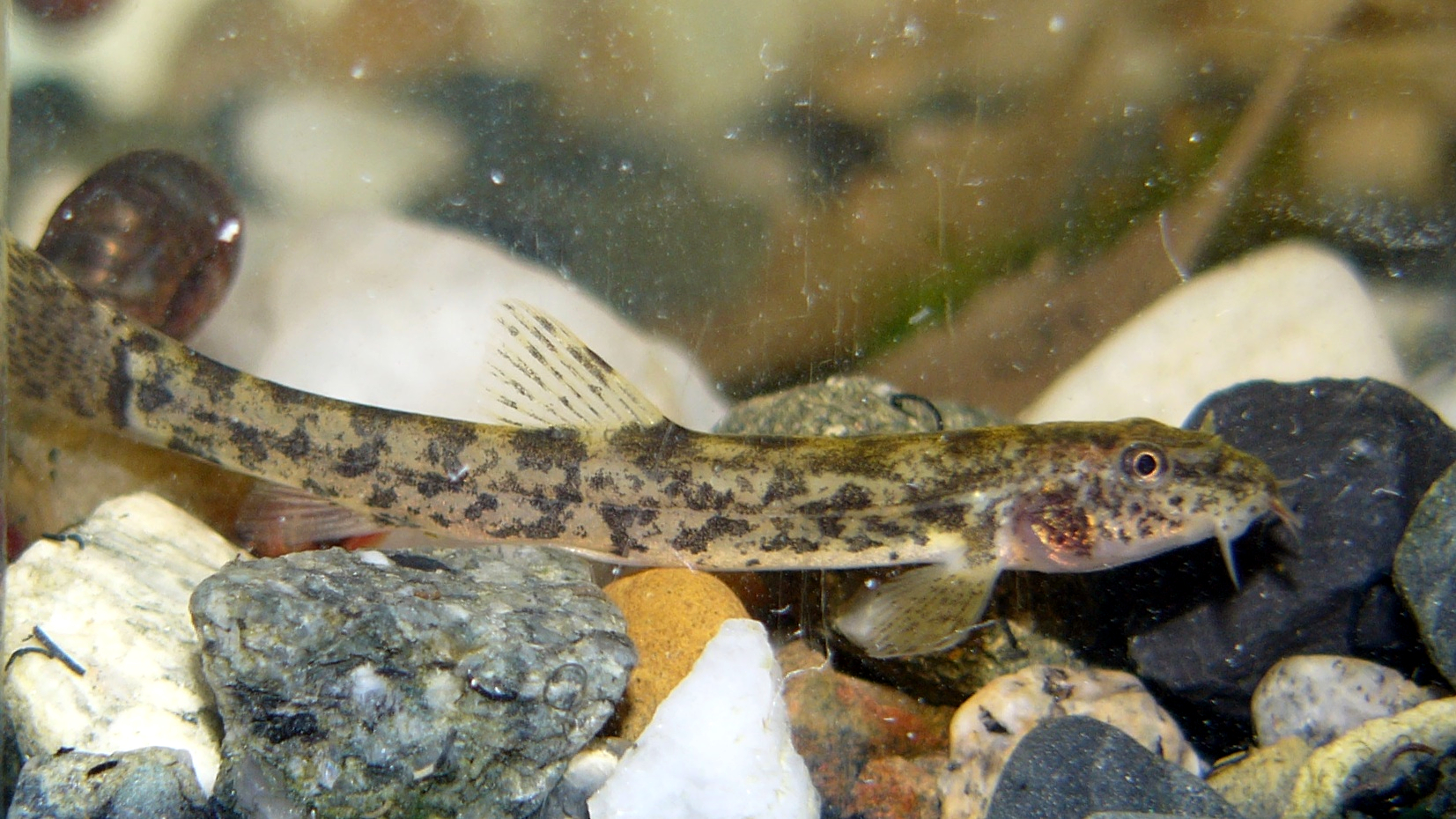
Barbatula barbatula

- Afronemacheilus Golubtsov & Prokofiev, 2009
- Barbatula Linck, 1790
- Claea Kottelat, 2011
- Draconectes Kottelat, 2012[2]
- Dzihunia Prokofiev, 2001
- Eonemachilus L. S. Berg, 1938
- Hedinichthys Rendahl, 1933
- Heminoemacheilus Zhu & Cao, 1987
- Homatula Nichols, 1925
- Ilamnemacheilus Coad & Nalbant, 2005
- Indoreonectes Rita & Bănărescu, 1978
- Indotriplophysa Prokofiev, 2010
- Iskandaria Prokofiev, 2009
- Labiatophysa Prokofiev, 2010
- Lefua Herzenstein, 1888
- Mesonoemacheilus Bănărescu & Nalbant, 1982
- Micronemacheilus Rendahl, 1944
- Nemacheilus Bleeker, 1863
- Nemachilichthys Day, 1878
- Neonoemacheilus Zhu & Guo, 1985
- Oreonectes Günther, 1868
- Oxynoemacheilus Bănărescu & Nalbant, 1966
- Paracanthocobitis S. Grant, 2007[3]
- Paracobitis Bleeker, 1863
- Paranemachilus Zhu, 1983
- Paraschistura Prokofiev, 2009
- Petruichthys Menon, 1987
- Physoschistura Bănărescu & Nalbant, 1982
- Protonemacheilus Yang & Chu, 1990
- Pteronemacheilus Bohlen & Ŝlechtová, 2011[4]
- Qinghaichthys Zhu, 1981
- Schistura McClelland, 1838
- Sectoria Kottelat, 1990
- Seminemacheilus Bănărescu & Nalbant, 1995
- Serpenticobitis Roberts, 1997 - aujourd'hui dans la famille des Serpenticobitidae
- Speonectes Kottelat, 2012
- Sphaerophysa Cao & Zhu, 1988
- Sundoreonectes Kottelat, 1990
- Tarimichthys Prokofiev, 2010
- Traccatichthys Freyhof & Serov, 2001
- Triplophysa Rendahl, 1933
- Troglocobitis Parin, 1983
- Tuberoschistura Kottelat, 1990
- Turcinoemacheilus Bănărescu & Nalbant, 1964
- Yunnanilus Nichols, 1925

### Note
La liste des genres selon Catalog of Fishes a considérablement évolué.
- Barbucca Roberts, 1989 - actuellement dans la famille des Barbuccidae - (10/07/2015)
- Ellopostoma Vaillant, 1902 - actuellement dans la famille des Ellopostomatidae - (10/07/2015)
- Longischistura Bănărescu & Nalbant, 1995 - actuellement dans le genre Schistura - (10/07/2015)
- Metaschistura Prokofiev, 2009 - actuellement dans le genre Paraschistura - (10/07/2015)